# 布朗鎮區 (伊利諾伊州尚佩恩縣)
布朗鎮區（英語：Brown Township）是位於美國伊利諾伊州尚佩恩縣的一個行政鎮區。

## 地方資料
根據2010年美國人口普查的數據，布朗鎮區的面積為94.10平方千米，當中陸地面積為93.80平方千米，而水域面積為0.30平方千米。當地共有人口2042人，而人口密度為每平方千米21.7人。